# Synagoge (Alanta)

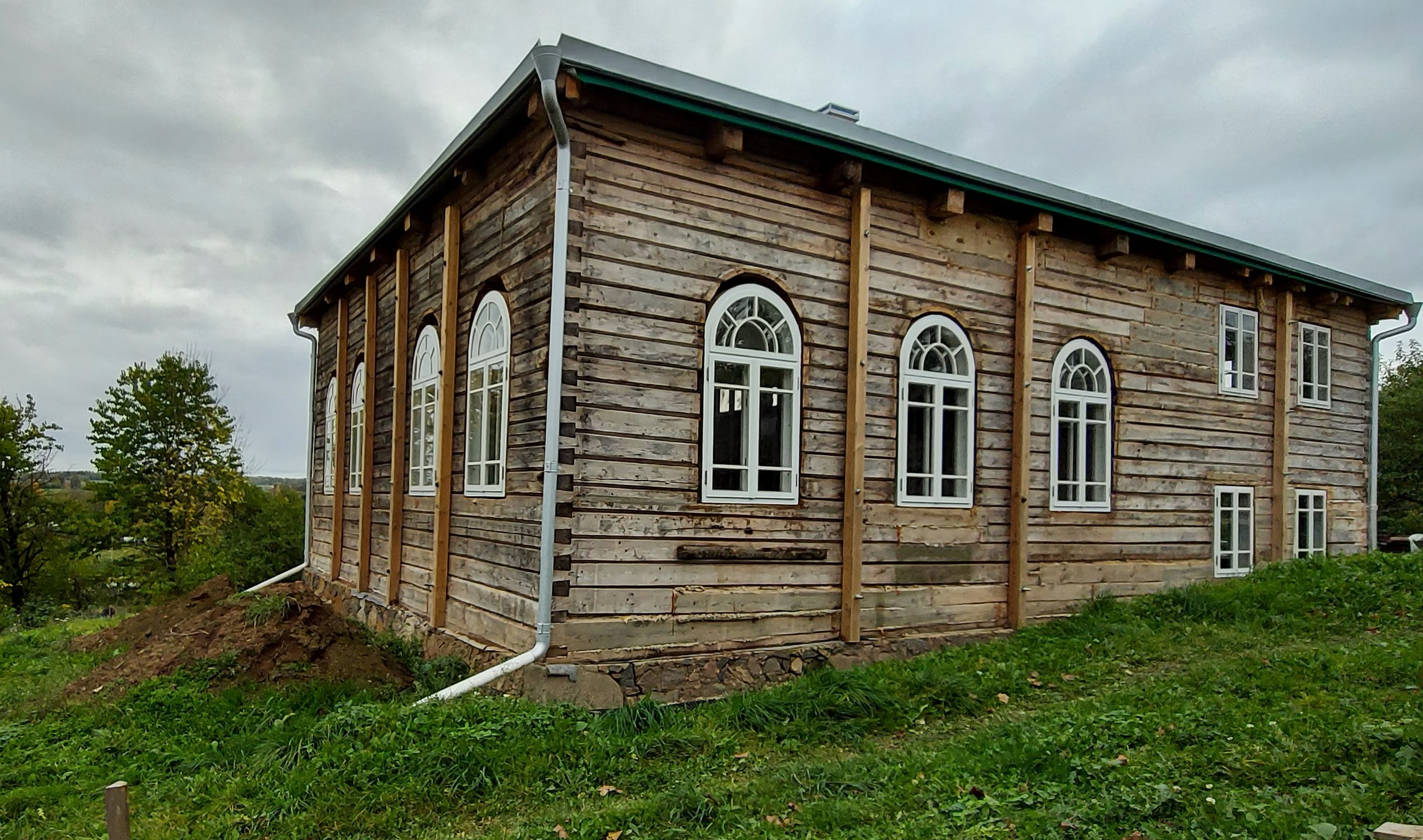
2020 während der Renovierung

Die hölzerne Synagoge in Alanta in Litauen wurde im letzten Drittel des 19. Jahrhunderts gebaut.

## Geschichte
Das Baujahr der Synagoge liegt zwischen 1870 und 1900. Nach dem Zweiten Weltkrieg und der Ermordung der Juden diente sie lange Jahre als Getreidespeicher. Inzwischen (2020) wurde mit umfangreichen Renovierungen begonnen.

## Architektur
Der Holzbau steht auf einem Bruchstein-Zementsockel. Das Gebäude hat einen rechteckigen Grundriss. Im Westen hat es zwei Stockwerke, das Vestibül mit einem kleinen Nebenraum und darüber den Gebetsraum der Frauen. Dieser hat zwei längliche Fensteröffnungen zum nahezu quadratischen, hohen Hauptraum, dem Gebetsraum der Männer.
Der Zugang für die Männer ist im Westen durch das Vestibül; im Süden hatten die Frauen dort eine weitere Tür. Eine Treppe führt zur Empore.
Im Süden und Norden des Hauptraums sind je drei Rundbogenfenster; die zentralen Fenster wurden später durch Türöffnungen ersetzt. Zwei weitere Rundbogenfensterpaare sind im Osten, sodass der Raum insgesamt zehn Fenster hatte. Vestibül und Frauenraum hatten kleinere rechteckige Fenster.
Das Gebäude hat ein Sparrenwalmdach.
Weder Bima noch Toraschrein sind erhalten.